# Christine Keeler

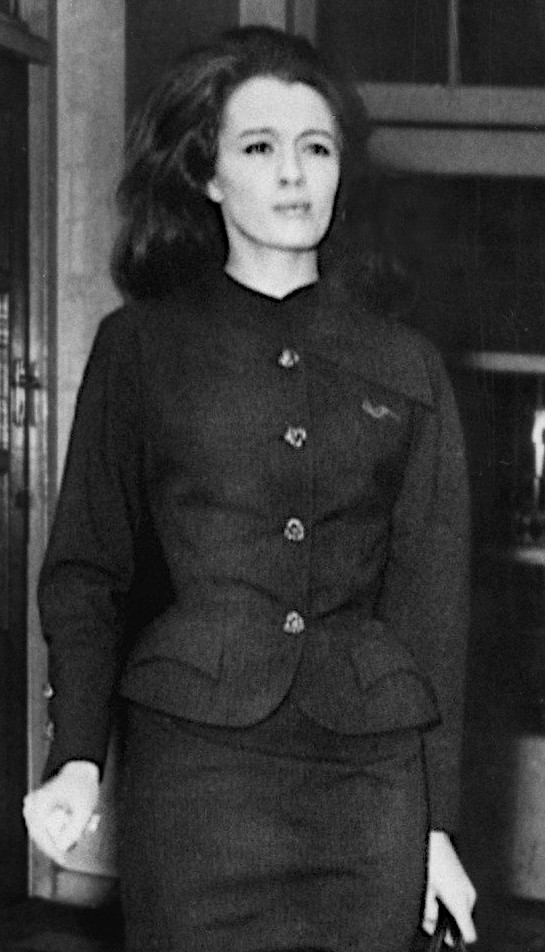
Christine Keeler (1963)

Christine Margaret Keeler (* 22. Februar 1942 in Uxbridge, London; † 4. Dezember 2017 in Locksbottom, Greater London) war ein britisches Model und Tänzerin. Keeler unterhielt eine Affäre mit dem britischen Kriegsminister John Profumo und gleichzeitig eine Beziehung zum sowjetischen Marineattaché und GRU-Agenten Jewgeni Iwanow. Diese Dreiecksbeziehung wurde später als Profumo-Affäre bekannt und war 1963 einer der Gründe für den Fall der Regierung Harold Macmillans.

## Leben
1942 in Uxbridge, Middlesex, England geboren, wurde Christine Keeler von ihrer Mutter und ihrem Stiefvater großgezogen. Sie wohnten damals in zwei umgebauten Eisenbahnwaggons in Wraysbury, Berkshire. Weil sie schlecht ernährt schien, wurde sie 1951 von der Schule in ein Ferienhaus in Littlehampton verschickt. Mit 15 fand sie Arbeit als Vorführmodell in einem Kleidungsgeschäft in Londons Soho. Im Alter von 17 Jahren brachte sie am 17. April 1959 einen Jungen zur Welt. Es war eine Frühgeburt; der Junge lebte nur sechs Tage. Über den Vater des Kindes ist nur bekannt, dass er ein Feldwebel der US Army namens Jim war.
1959 kehrte Keeler Wraysbury den Rücken. Sie blieb eine kurze Zeit bei einer Freundin in Slough und ging dann nach London. Dort arbeitete sie vorübergehend als Bedienung in der Baker Street, wo sie schließlich Maureen O’Connor traf, die in Murray’s Cabaret Club in Soho arbeitete und die ihr den Clubbesitzer Percy Murray vorstellte. Murray stellte sie als Oben-ohne-Tänzerin an. Dort lernte sie den Osteopathen Stephen Ward (1912–1963) kennen und zog mit ihm zusammen. Nach Keelers Angaben war das Verhältnis eine platonische Beziehung wie zwischen Bruder und Schwester, obwohl es nach außen aussah, als seien sie ein Paar.

### Profumo-Affäre
Im Juli 1961 stellte Ward Keeler den damaligen britischen Kriegsminister John Profumo vor. Dies geschah anlässlich einer Gartenparty auf dem Landsitz von Lord Astor in Cliveden, Buckinghamshire. Profumo begann eine Affäre mit Keeler, ohne zu wissen, dass Keeler auch mit Jewgeni Iwanow liiert war, einem Marineattaché an der Botschaft der Sowjetunion.
Profumo beendete die Affäre auf Geheiß von Kabinettsminister Sir Norman Brook, nachdem MI5-Direktor Sir Roger Hollis ihn informiert hatte. Am 9. August 1961 schrieb Profumo Christine Keeler einen Brief, dass sie sich nicht länger sehen können. Die Affäre und die falschen Aussagen Profumos hierzu vor dem Unterhaus führten zu seinem Rücktritt.

### Beziehung zu Gordon und Edgecombe
Unter Christine Keelers Liebhabern waren auch zwei Männer aus der Karibik, Aloysius ‚Lucky‘ Gordon und Johnny Edgecombe. Gordon war hingerissen von Keeler, die später behauptete, er habe sie auf der Straße entführt und zwei Tage festgehalten. Gordons Bruder überredete sie, die erstattete Anzeige zurückzunehmen.
Keeler wies Gordons Avancen schließlich zurück und kaufte einen Revolver, um sich vor ihm zu schützen, wobei Edgecombe als Vermittler diente. Am 27. Oktober 1962 gerieten Edgecombe und Gordon im Flamingo Club in Soho in ein Handgemenge, wobei Edgecombe Gordon mit einem Messer eine Schnittwunde im Gesicht zufügte. Die Wunde musste mit 17 Stichen genäht werden und Edgecombe tauchte unter. Aus Angst vor Gordon zog Keeler um. Edgecombe kontaktierte sie, weil er darauf hoffte, Keeler würde ihm helfen, einen Strafverteidiger zu finden. Keeler erklärte ihm allerdings, vor Gericht gegen ihn auszusagen. 
Am 14. Dezember 1962 erschien Edgecombe vor der Wohnung Wards in Wimpole Mews, wo sich Keeler bei ihrer Freundin Mandy Rice-Davies aufhielt, die mit Stephen Ward zusammenlebte. Keeler weigerte sich, Edgecombe einzulassen, woraufhin er vor der Tür zu schießen begann. Als es kurz danach vor Polizei und Reportern wimmelte, ergriff er die Flucht; er wurde später in seiner Wohnung verhaftet. 
Keeler wurde daraufhin zu neun Monaten Haft wegen Meineids in einem Verfahren gegen Gordon verurteilt. In der Zwischenzeit wurde Anklage gegen Stephen Ward wegen Zuhälterei erhoben, unter anderem wegen der Aussagen von Christine Keeler und Mandy Rice-Davies. Ward vergiftete sich am letzten Tag des Verfahrens mit einem Barbiturat und erlangte zur Urteilsverkündung nicht wieder das Bewusstsein. Er starb drei Tage später.

### Das Porträt
Auf dem Höhepunkt der Profumo-Affäre 1963 stand Keeler dem Fotografen Lewis Morley Modell. Die Bilder der Fotosession, die einen dann jedoch nicht verbreiteten Film mit dem Namen The Keeler Affair promoten sollten, wurden weltbekannt. Keeler hatte sich ursprünglich vertraglich verpflichtet, für Nacktfotos zu posieren, um dem Film eine größere Publizität zu verschaffen, war davon inzwischen aber nicht mehr begeistert. Der Fotograf Morley überzeugte sie schließlich davon, rittlings auf einem Sperrholzstuhl Platz zu nehmen. So war sie zwar nackt und der Vertrag damit erfüllt, der größte Teil ihres Körpers wurde jedoch durch die Rückenlehne verdeckt.
Morley und Keeler waren schon bekannt, aber das Foto katapultierte den schon damals international anerkannten Designer Arne Jacobsen und den von ihm entworfenen Stuhl Modell 3107 zur Berühmtheit. Der tatsächlich verwendete Stuhl stammte jedoch nicht von Jacobsen, sondern war eine Kopie, die Morley vorher billig erstanden hatte.

### Privatleben
Keeler, die viele Jahre unter dem Namen Sloane lebte, war zweimal verheiratet. Beide Ehen hielten nur kurz und endeten mit Scheidungen. Aus beiden Ehen ging jeweils ein Sohn hervor.
Nach mehrmonatigem Leiden an einer schweren Lungenkrankheit (COPD) starb sie am 4. Dezember 2017 im Princess Royal University Hospital in Locksbottom, Greater London.

## Keeler in der Populärkultur

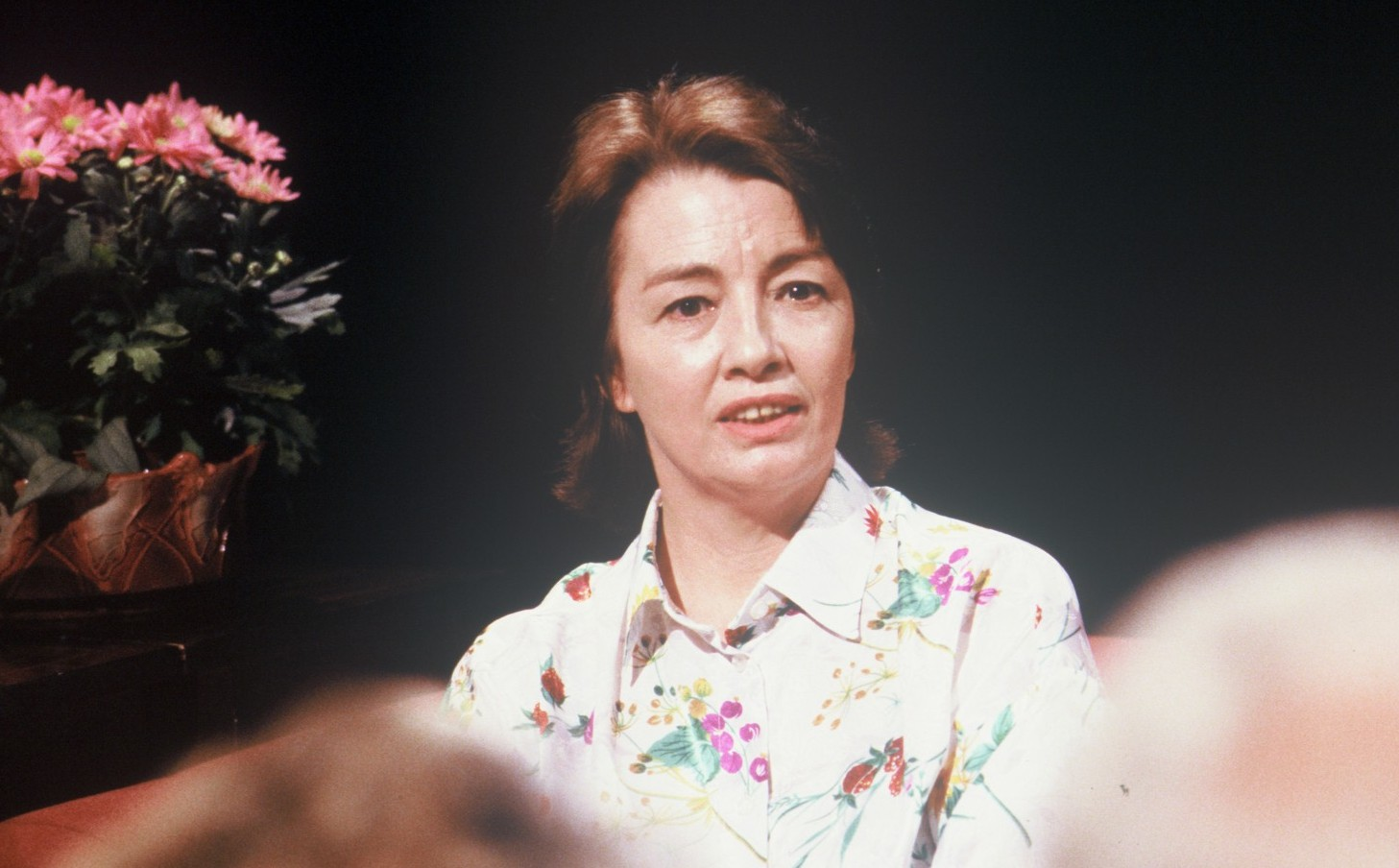
Christine Keeler während eines Fernsehauftritts 1988

Christine Keeler war mehrfach Gegenstand der populären Kultur. Im 1963 produzierten Film Ich, Christine Keeler übernahm Yvonne Buckingham ihre Rolle. 
Im Jahr 1989 wurde der Film Scandal mit John Hurt, Ian McKellen und Bridget Fonda gedreht. Die Rolle von Keeler übernahm in diesem Film Joanne Whalley.
Sowohl Phil Ochs als auch die Glaxo Babies und die Skatalites haben Songs mit dem Titel Christine Keeler aufgenommen. Ihr Name wird auch in Piano Lessons von Porcupine Tree, in Street Songs von Hamish Imlach, in Post World War II Blues von Al Stewart, in Margootje von Wim Sonneveld und in Where Are They Now? von den Kinks genannt.
Sie selbst wirkte 1987 gemeinsam mit Mandy Smith im Video für Bryan Ferrys Single Kiss and Tell mit.
Die BBC begann Ende Dezember 2019 mit der Ausstrahlung der 6-teiligen Miniserie Die skandalösen Affären der Christine Keeler.